# Culau
Culau (Kulau) ist eine osttimoresische Siedlung im Suco Ailok (Verwaltungsamt Cristo Rei, Gemeinde Dili). Sie liegt am Stadtrand der Landeshauptstadt Dili, im Norden der Aldeia Culau Laletec, auf einer Meereshöhe von 73 m. Die Siedlung reicht vom Beginn eines Tales zwischen zwei Hügeln bis an die Avenida de Balide im Nordosten. Am Nordwestrand befindet sich der Sportplatz von Becora.